# Torredonjimeno
Torredonjimeno is een gemeente in de Spaanse provincie Jaén in de regio Andalusië met een oppervlakte van 158 km². Torredonjimeno telt 13.874 inwoners (1 januari 2016).

## Demografische ontwikkeling
Bron: INE; 1857-2011: volkstellingen